# Oxycodon
Oxycodon er et smertestillende stof i opioid gruppen. Det er syntetiseret ud fra thebain, et stof der findes naturligt i opiumsvalmuen. Det blev udviklet i 1916 i Tyskland, i et forsøg på at forbedre de naturlige opioider morfin og kodein samt det semisyntetiske heroin. Oxycodon anvendes til behandling af moderate til stærke smerter.
Oxycodon markedsføres i Danmark som OxyContin®, Oxynorm® og, i kombination med opioidantagonisten naloxon, som Targin.
Oxycodon markedsføres i Tyskland som OXYGESIC® Retardtabletten (depottabletter) fra PB Pharma GmbH. [kilde mangler]